# West Nanticoke
 (août 2025).
West Nanticoke est une census-designated place située dans le comté de Luzerne, dans l’État de Pennsylvanie, aux États-Unis. Lors du recensement de 2020, elle compte 562 habitants.